# Collegio di Chelmsford
Chelmsford è un collegio elettorale situato nell'Essex, nell'Est dell'Inghilterra, e rappresentato alla Camera dei comuni del Parlamento del Regno Unito. Elegge un membro del parlamento con il sistema first-past-the-post, ossia maggioritario a turno unico; l'attuale parlamentare è Marie Goldman dei Liberal Democratici, eletta nel 2024.

## Estensione

Chelmsford dal 2010 al 2024

- 1885–1918: le divisioni sessionali di Brentwood (ad eccezione delle parrocchie di Rainham e Wennington) e Chelmsford.
- 1918–1950: il Municipal Borough di Chelmsford, il distretto urbano di Brentwood, i distretti rurali di Chelmsford e Ongar, e nel distretto rurale di Billericay le parrocchie di Hutton, Ingrave, Mountnessing, Shenfield e South Weald.
- 1950–1955: il Municipal Borough di Chelmsford, e i distretti rurali di Chelmsford e Ongar.
- 1955–1974: il Municipal Borough di Chelmsford, e il distretto rurale di Chelmsford.
- 1974–1983: il Municipal Borough di Chelmsford, e nel distretto rurale di Chelmsford le parrocchie di Danbury, East Hanningfield, Great Baddow, Highwood, Ingatestone and Fryerning, Little Baddow, Margaretting, Mountnessing, Rettendon, Runwell, Sandon, South Hanningfield, Stock, West Hanningfield e Woodham Ferrers.
- 1983–1997: i ward del Borough di Chelmsford di All Saints, Baddow Road, Boreham and Springfield, Cathedral, Danbury and Sandon, East and West Hanningfield, Galleywood, Goat Hall, Great Baddow Village, Highwood and Margaretting, Little Baddow, Mildmays, Moulsham Lodge, Oaklands, Patching Hall, Rothmans, St Andrew's, Stock, The Lawns e Waterhouse Farm.
- 2010-2024: i ward della Città di Chelmsford di Chelmer Village and Beaulieu Park, Galleywood, Goat Hall, Great Baddow East, Great Baddow West, Marconi, Moulsham and Central, Moulsham Lodge, Patching Hall, St Andrew's, Springfield North, The Lawns, Trinity e Waterhouse Farm.
- dal 2024: come sopra, meno il ward di Galleywood.

## Membri del parlamento
| Elezione | Elezione              | Deputato              | Partito               |
| -------- | --------------------- | --------------------- | --------------------- |
|          | 1885                  | William Beadel        | Conservatore          |
| 1892 (S) | Thomas Usborne        |                       | Conservatore          |
| 1900     | Carne Rasch           |                       | Conservatore          |
| 1908 (S) | E. G. Pretyman        |                       | Conservatore          |
|          | 1923                  | Sydney Robinson       | Liberale              |
|          | 1924                  | Henry Curtis-Bennett  | Conservatore          |
| 1926 (S) | Charles Howard-Bury   |                       | Conservatore          |
| 1931     | Vivian Henderson      |                       | Conservatore          |
| 1935     | John Macnamara        |                       | Conservatore          |
|          | 1945 (S)              | Ernest Millington     | Common Wealth         |
|          | 1946                  | Ernest Millington     | Laburista             |
|          | 1950                  | Hubert Ashton         | Conservatore          |
| 1964     | Norman St John-Stevas |                       | Conservatore          |
| 1987     | Simon Burns           |                       | Conservatore          |
|          | 1997                  | Collegio abolito      | Collegio abolito      |
|          | 2010                  | Collegio ri-istituito | Collegio ri-istituito |
|          | 2010                  | Simon Burns           | Conservatore          |
| 2017     | Vicky Ford            |                       | Conservatore          |
|          | 2024                  | Marie Goldman         | Lib Dem               |

## Elezioni

### Elezioni negli anni 2020
| Partito                    | Partito                                         | Candidato                  | Risultati 4 luglio 2024 | Risultati 4 luglio 2024 |
| Partito                    | Partito                                         | Candidato                  | Voti                    | %                       |
| -------------------------- | ----------------------------------------------- | -------------------------- | ----------------------- | ----------------------- |
|                            | Lib Dem                                         | Marie Goldman              | 20 214                  | 39,86                   |
|                            | Conservatore                                    | Vicky Ford                 | 15 461                  | 30,49                   |
|                            | Reform UK                                       | Darren Ingrouille          | 6 754                   | 13,32                   |
|                            | Laburista                                       | Richard Parry              | 6 108                   | 12,04                   |
|                            | Verdi                                           | Reza Hossain               | 1 588                   | 3,13                    |
|                            | Independent Network                             | Richard Hyland             | 230                     | 0,45                    |
|                            | Monster Raving Loony                            | Mark CitiZen Lawrence      | 187                     | 0,37                    |
|                            | Workers                                         | Mark Kenlen                | 105                     | 0,21                    |
|                            | Indipendente                                    | Kamla Sangha               | 69                      | 0,14                    |
|                            |                                                 |                            |                         |                         |
| Iscritti                   | Iscritti                                        | Iscritti                   | 76 972                  | 100,00                  |
| ↳ Votanti (% su iscritti)  | ↳ Votanti (% su iscritti)                       | ↳ Votanti (% su iscritti)  | 50 716                  | 65,89                   |
| ↳ Astenuti (% su iscritti) | ↳ Astenuti (% su iscritti)                      | ↳ Astenuti (% su iscritti) | 26 256                  | 34,11                   |
|                            |                                                 |                            |                         |                         |
|                            | Esito: collegio passa da Conservatore a Lib Dem |                            |                         |                         |

### Elezioni negli anni 2010
| Partito                    | Partito                                   | Candidato                  | Risultati 12 dicembre 2019 | Risultati 12 dicembre 2019 |
| Partito                    | Partito                                   | Candidato                  | Voti                       | %                          |
| -------------------------- | ----------------------------------------- | -------------------------- | -------------------------- | -------------------------- |
|                            | Conservatore                              | Vicky Ford                 | 31 934                     | 55,90                      |
|                            | Lib Dem                                   | Marie Goldman              | 14 313                     | 25,06                      |
|                            | Laburista                                 | Penny Richards             | 10 295                     | 18,02                      |
|                            | Monster Raving Loony                      | Mark Lawrence              | 580                        | 1,02                       |
|                            |                                           |                            |                            |                            |
| Iscritti                   | Iscritti                                  | Iscritti                   | 80 394                     | 100,00                     |
| ↳ Votanti (% su iscritti)  | ↳ Votanti (% su iscritti)                 | ↳ Votanti (% su iscritti)  | 57 122                     | 71,05                      |
| ↳ Astenuti (% su iscritti) | ↳ Astenuti (% su iscritti)                | ↳ Astenuti (% su iscritti) | 23 272                     | 28,95                      |
|                            |                                           |                            |                            |                            |
|                            | Esito: collegio confermato a Conservatore |                            |                            |                            |

| Partito                    | Partito                                   | Candidato                  | Risultati 8 giugno 2017 | Risultati 8 giugno 2017 |
| Partito                    | Partito                                   | Candidato                  | Voti                    | %                       |
| -------------------------- | ----------------------------------------- | -------------------------- | ----------------------- | ----------------------- |
|                            | Conservatore                              | Vicky Ford                 | 30 525                  | 53,68                   |
|                            | Laburista                                 | Chris Vince                | 16 953                  | 29,82                   |
|                            | Lib Dem                                   | Stephen Robinson           | 6 916                   | 12,16                   |
|                            | UKIP                                      | Nigel Carter               | 1 645                   | 2,89                    |
|                            | Verdi                                     | Reza Hossain               | 821                     | 1,44                    |
|                            |                                           |                            |                         |                         |
| Iscritti                   | Iscritti                                  | Iscritti                   | 80 997                  | 100,00                  |
| ↳ Votanti (% su iscritti)  | ↳ Votanti (% su iscritti)                 | ↳ Votanti (% su iscritti)  | 56 860                  | 70,20                   |
| ↳ Astenuti (% su iscritti) | ↳ Astenuti (% su iscritti)                | ↳ Astenuti (% su iscritti) | 24 137                  | 29,80                   |
|                            |                                           |                            |                         |                         |
|                            | Esito: collegio confermato a Conservatore |                            |                         |                         |

| Partito                    | Partito                                   | Candidato                  | Risultati 7 maggio 2015 | Risultati 7 maggio 2015 |
| Partito                    | Partito                                   | Candidato                  | Voti                    | %                       |
| -------------------------- | ----------------------------------------- | -------------------------- | ----------------------- | ----------------------- |
|                            | Conservatore                              | Simon Burns                | 27 732                  | 51,53                   |
|                            | Laburista                                 | Chris Vince                | 9 482                   | 17,62                   |
|                            | UKIP                                      | Mark Gough                 | 7 652                   | 14,22                   |
|                            | Lib Dem                                   | Stephen Robinson           | 6 394                   | 11,88                   |
|                            | Verdi                                     | Angela Thomson             | 1 892                   | 3,52                    |
|                            | Liberale                                  | Henry Boyle                | 665                     | 1,24                    |
|                            |                                           |                            |                         |                         |
| Iscritti                   | Iscritti                                  | Iscritti                   | 78 564                  | 100,00                  |
| ↳ Votanti (% su iscritti)  | ↳ Votanti (% su iscritti)                 | ↳ Votanti (% su iscritti)  | 53 817                  | 68,50                   |
| ↳ Astenuti (% su iscritti) | ↳ Astenuti (% su iscritti)                | ↳ Astenuti (% su iscritti) | 24 747                  | 31,50                   |
|                            |                                           |                            |                         |                         |
|                            | Esito: collegio confermato a Conservatore |                            |                         |                         |

| Partito                    | Partito                                         | Candidato                  | Risultati 6 maggio 2010 | Risultati 6 maggio 2010 |
| Partito                    | Partito                                         | Candidato                  | Voti                    | %                       |
| -------------------------- | ----------------------------------------------- | -------------------------- | ----------------------- | ----------------------- |
|                            | Conservatore                                    | Simon Burns                | 25 207                  | 46,17                   |
|                            | Lib Dem                                         | Stephen Robinson           | 20 097                  | 36,81                   |
|                            | Laburista                                       | Peter Dixon                | 5 980                   | 10,95                   |
|                            | UKIP                                            | Ken Wedon                  | 1 527                   | 2,80                    |
|                            | BNP                                             | Michael Bateman            | 899                     | 1,65                    |
|                            | Verdi                                           | Angela Thomson             | 476                     | 0,87                    |
|                            | Democratici                                     | Claire Breed               | 254                     | 0,47                    |
|                            | Reduce Tax On Beer                              | Ben Sherman                | 153                     | 0,28                    |
|                            |                                                 |                            |                         |                         |
| Iscritti                   | Iscritti                                        | Iscritti                   | 77 546                  | 100,00                  |
| ↳ Votanti (% su iscritti)  | ↳ Votanti (% su iscritti)                       | ↳ Votanti (% su iscritti)  | 54 593                  | 70,40                   |
| ↳ Astenuti (% su iscritti) | ↳ Astenuti (% su iscritti)                      | ↳ Astenuti (% su iscritti) | 22 953                  | 29,60                   |
|                            |                                                 |                            |                         |                         |
|                            | Esito: collegio a Conservatore (nuovo collegio) |                            |                         |                         |

## Risultati dei referendum

### Referendum sulla permanenza del Regno Unito nell'Unione europea del 2016
|             | Collegio   | Lasciare UE % | Rimanere in UE % |
| ----------- | ---------- | ------------- | ---------------- |
|             | Chelmsford | 50,5%         | 49,5%            |
| Inghilterra | 53,3%      | 46,7%         |                  |
| Regno Unito | 51,9%      | 48,1%         |                  |